# Europäisches Amt für Betrugsbekämpfung
Das Europäische Amt für Betrugsbekämpfung, kurz OLAF nach der französischen Bezeichnung Office Européen de Lutte Anti-Fraude, ist ein Amt der Europäischen Kommission mit Sitz in Brüssel. Seine Aufgabe ist die Bekämpfung von Betrug, Korruption und allen anderen rechtswidrigen Handlungen, durch welche die finanziellen Interessen der Europäischen Union (EU) geschädigt werden. Das Amt ermittelt inner- und außerhalb der europäischen Behörden; es unterstützt, koordiniert und beobachtet die Arbeit nationaler Behörden in seinem Aufgabenbereich und konzipiert die Betrugsbekämpfung der Europäischen Union. Es ist dem Kommissar für Steuern, Zollunion, Audit und Betrugsbekämpfung zugeordnet.

## Vorgeschichte

Einstiges OLAF-Logo

Die Korruptionsbekämpfung auf europäischer Ebene wurde 1998/1999 zum wichtigen Thema, nachdem es zu einer Serie von Korruptionsaffären in der Europäischen Kommission gekommen war. Ein Skandal um die Kommissarin Édith Cresson, die einen fachlich nicht qualifizierten Freund als persönlichen Berater beschäftigt hatte, führte auf Druck des Europäischen Parlaments zum Rücktritt der Kommission Santer. Nicht zuletzt durch die Enthüllungen des Whistleblowers und damaligen EU-Beamten Paul van Buitenen waren die Unzulänglichkeiten von OLAFs Vorgängerorganisation UCLAF (Unité de coordination de la lutte anti-fraude ‚Dienststelle für die Koordinierung der Betrugsbekämpfung‘) deutlich geworden. Mitglieder des Europäischen Parlamentes kritisierten bei UCLAF organisatorisches Chaos, schlecht geführte und dokumentierte Ermittlungen, unvollständige und irreführende Daten über Betrugsfälle, sowie zögerliches Vorgehen gegen EU-Bedienstete bei Korruptionsverdacht. Weil UCLAF als weisungsabhängige Abteilung in der Europäischen Kommission organisiert sei und dies die Bekämpfung von Unregelmäßigkeiten und Korruption innerhalb der EU-Institutionen behindere, forderten eine Reihe von Europaabgeordneten die Einrichtung einer unabhängigen Untersuchungsbehörde für Fälle von Betrug und Korruption. Durch Beschluss der Europäischen Kommission vom 28. April 1999 wurde daraufhin das neu konzipierte Europäische Amt für Betrugsbekämpfung (OLAF) gegründet.

## Institutionelle Stellung
Obwohl einige Europaabgeordnete die vollständige, auch organisatorische Unabhängigkeit von OLAF gefordert hatten, wurde das Amt institutionell als Generaldirektion bei der Europäischen Kommission angesiedelt. Wie der gesamte Bereich Audit und Betrugsbekämpfung unterstand es zunächst dem Kommissar für Verwaltung. In der Kommission Barroso II, die seit 2010 im Amt war, wurde der Bereich in das Ressort des Kommissars für Steuern und Zollunion verlegt, das Algirdas Šemeta innehatte. Den Gründungsstatuten zufolge betreibt OLAF seine Ermittlungen jedoch vollkommen unabhängig, die Kommission hat keine direkte Einflussmöglichkeit darauf. Die umstrittene institutionelle Ansiedlung innerhalb der Kommission wurde 2005 vom Europäischen Rechnungshof in einem Sonderbericht über OLAF als unproblematisch angesehen: „Die Zwitterstellung des Amtes, das in seinen Untersuchungen zwar unabhängig, jedoch bezüglich seiner anderen Funktionen der Kommission unterstellt ist, hat die Unabhängigkeit der Untersuchungsfunktion nicht gefährdet“. Das britische House of Lords wies in einem Bericht von November 2006 ebenfalls Behauptungen zurück, OLAF stehe der Kommission zu nahe.
OLAF arbeitet zudem unter der Aufsicht eines Überwachungsausschusses aus fünf unabhängigen externen Experten, dessen Mitglieder vom Europäischen Parlament, dem Rat und der Kommission einvernehmlich ernannt werden. Der Überwachungsausschuss soll durch regelmäßige Kontrolle der von OLAF durchgeführten Untersuchungen die Unabhängigkeit von OLAF sicherstellen. Der Überwachungsausschuss gibt von sich aus oder auf Bitte des Direktors Stellungnahmen zu den Tätigkeiten von OLAF ab; kann jedoch nicht in den Ablauf der Untersuchungen eingreifen.

## Interne Organisation
Das Dienstgebäude von OLAF befindet sich in der Rue Joseph II in Brüssel. 2018 waren bei OLAF insgesamt 389 Bedienstete beschäftigt.

### Der Generaldirektor

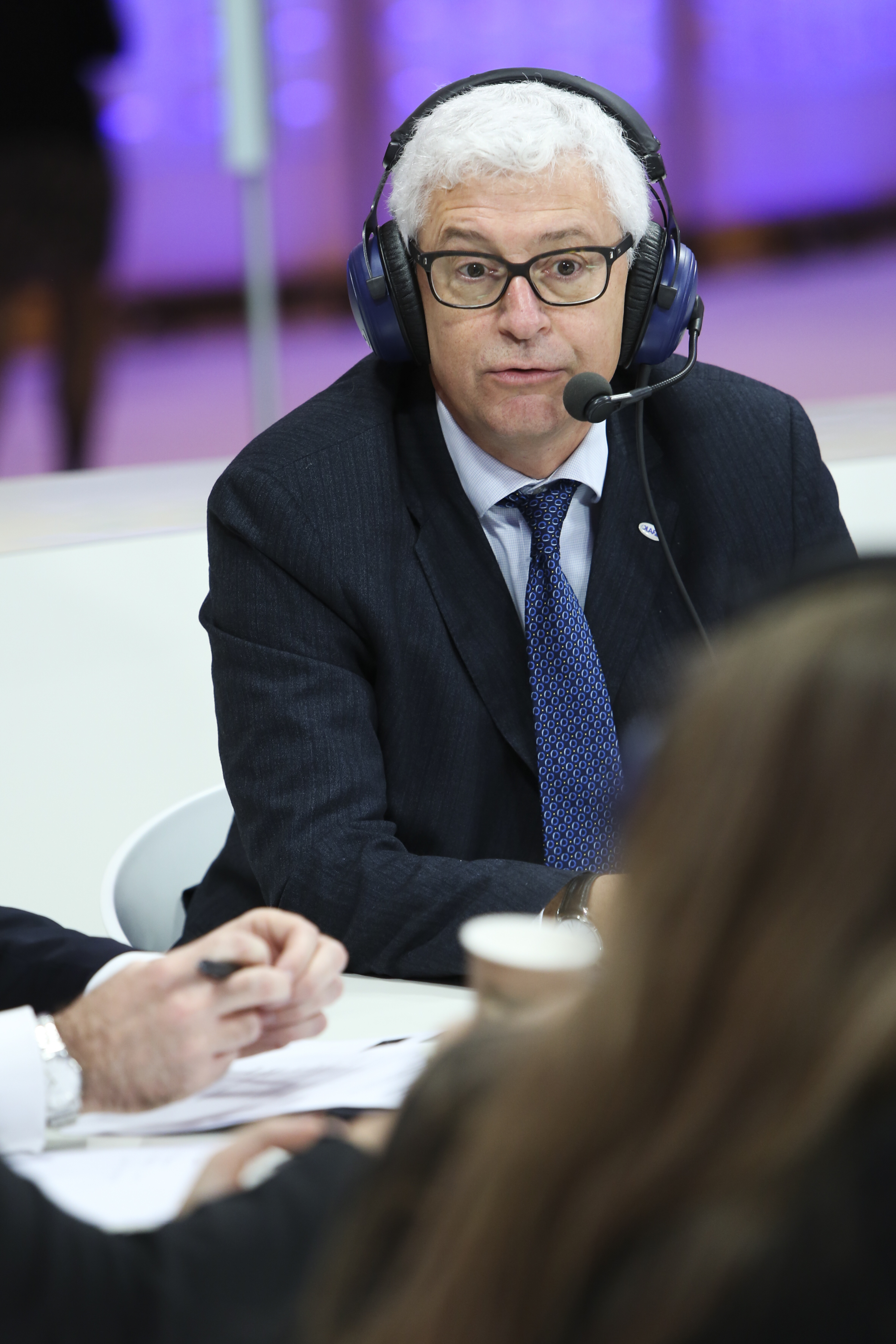
Giovanni Kessler (2014)

OLAF wird von einem Generaldirektor geleitet, der im Rahmen der Untersuchungstätigkeit des Amtes in voller Unabhängigkeit zu handeln hat. Diesem stand (Stand 2018) ein eigener sechsköpfiger Stab zur Seite. Erster Generaldirektor war ab 1. März 2000 der deutsche Oberstaatsanwalt Franz-Hermann Brüner. Am 14. Februar 2006 ernannte ihn die EU-Kommission für ein zweites, fünfjähriges Mandat. Als Brüner im Januar 2010 starb, wurde Nicholas Ilett geschäftsführender Generaldirektor. Am 14. Dezember 2010 ernannte die Europäische Kommission den italienischen Politiker und Staatsanwalt Giovanni Kessler zum neuen OLAF-Generaldirektor. Mit Wirkung vom 16. Oktober 2017 wurde Kessler als Leiter der italienischen Zollagentur abgeordnet. Neuer Generaldirektor ist seit August 2018 der finnische Politiker Ville Itälä.

### Die Direktionen
OLAF ist in vier Hauptabteilungen, die so genannten Direktionen, gegliedert. Jede Direktion umfasst wiederum mehrere Referate (Stand 2018):
- Direktion A Untersuchungen I
  - Referat EU Personal (A 1),
  - Referat Nachbarländer und internationale Organisationen (A 2),
  - Referat Zentral verwaltete Mittel (A 3), sowie
  - Referat Außenhilfe (A 4).
- Direktion B Untersuchungen II
  - Referat Zoll- und Handelsbetrug (B 1),
  - Referat Tabak und gefälschte Waren (B 2),
  - Referat Landwirtschaft und Strukturfonds I (B 3),
  - Referat Landwirtschaft und Strukturfonds II (B 4), sowie
  - Referat Landwirtschaft und Strukturfonds III (B 5).
- Direktion C Unterstützung der Untersuchungen
  - Referat Ermittlungsprozesse (C 1),
  - Referat Entwicklung der Informationssysteme (C 2),
  - Referat Operatives Informationswesen und digitale Forensik (C 3),
  - Referat Rechtsberatung (C 4).
- Direktion D Politikbereich
  - Referat Initiativen und Planung & Hercule (D 1),
  - Referat Betrugsprävention, Berichterstattung und Analyse (D 2),
  - Referat Interinstitutionelle Angelegenheiten und Außenbeziehungen (D 3),
  - Referat Betrugsbekämpfungspolitik für die Bereiche Zoll und Tabakwaren; AFIS (D 4).

## Aufgaben
Die Aufgaben von OLAF umfassen:
- die Aufdeckung und Verfolgung von Betrug im Zollbereich,
- die Aufdeckung der missbräuchlichen Verwendung von EU-Subventionen,
- die Aufdeckung von Steuerhinterziehung (soweit sie sich auf den EU-Haushalt auswirkt),
- die Bekämpfung von Korruption und schwerem Fehlverhalten innerhalb der EU-Institutionen,
- die Aufdeckung sonstiger Gesetzesverstöße, die die EU finanziell schädigen.

Insgesamt ist politisch strittig, welchen Schwerpunkt OLAF bei seinen Ermittlungen setzen soll. Während die EU-Kommission den Schwerpunkt auf die Bekämpfung von Produktpiraterie und grenzüberschreitendem Steuerbetrug setzen möchte, fordern andere, OLAF solle sich auf EU-interne Betrugsbekämpfung konzentrieren, berichtete das österreichische Wirtschaftsblatt Standard im Mai 2006. Die Vorsitzende des OLAF-Überwachungsausschusses, des unabhängigen Kontrollgremiums der Behörde, Rosalind Wright, stellte im Oktober 2006 fest, OLAF halte das richtige Gleichgewicht zwischen internen und externen Untersuchungen.

## Arbeitsweise und Arbeitsbereiche
OLAF kann nur Verwaltungsuntersuchungen durchführen, so der Bericht des für OLAF zuständigen Untersuchungsausschusses an den Haushaltskontrollausschuss des Europäischen Parlaments. Die Behörde kann demzufolge keine Straf- oder Disziplinarverfahren einleiten – bei ersteren ist sie auf die Justiz der Mitgliedstaaten, bei letzteren auf die entsprechenden Organe der EU angewiesen. „Sobald das OLAF eine Untersuchung abgeschlossen und den Fall an den betreffenden Mitgliedstaat übergeben hat, entzieht sich das weitere Vorgehen seinem Zugriff“ erklärte Rosalind Wright, die Vorsitzende des Ausschusses. Die Effektivität von OLAF hängt demnach in hohem Maße von zwei Partnern ab, welche die Ergebnisse der Ermittlungen in förmlichen Verfahren umsetzen: den nationalen Justizbehörden und den übrigen Behörden der EU.
Die Arbeitsbereiche von OLAF sind:
- Eigene Ermittlungen (interne und externe Untersuchungen)
- Unterstützung und Koordinierung anderer Ermittlungen
- Monitoring anderer Ermittlungen
- „Intelligence“
- Konzipierung der Betrugsbekämpfung der EU.

OLAF ermittelt selbst sowohl bei EU-Behörden (interne Verwaltungsuntersuchung) als auch in Institutionen, die der EU nicht angehörigen (externe Verwaltungsuntersuchung). Es unterstützt die Ermittlungen anderer Behörden, indem es beispielsweise auf EU-Ebene gesammelte Informationen anbietet. Es koordiniert in grenzübergreifenden Fällen die Ermittlungen der nationalen Behörden. Beim Monitoring wird der Verlauf der Ermittlungen anderer Behörden verfolgt. Im amtsintern „Intelligence“ genannten Bereich stellt OLAF den Mitgliedstaaten oder Drittländern multidisziplinäres Fachwissen, strategische Analysen und Risikobewertungen zur Verfügung.
Neben OLAF veröffentlichen noch weitere EU-Institutionen jährlich Berichte zu Betrug und Korruption in der EU:
- Berichte des Europäischen Rechnungshofs, in denen Unregelmäßigkeiten bei der Verwendung von EU-Geldern aufgedeckt werden,
- der Betrugsbericht der Europäischen Kommission, in dem alle im abgelaufenen Jahr gemeldeten Fälle statistisch erfasst sind,
- der vom Ausschuss für Haushaltskontrolle verfasste Betrugsbericht des Europäischen Parlaments, der auf den vorgenannten Berichten und dem OLAF-Bericht aufbaut und sie politisch anreichert.

## Ergebnisse und Fälle
Im Jahr 2004 belief sich der Haushalt der Europäischen Gemeinschaften auf 111 Milliarden Euro bei 25 Mitgliedstaaten; im Vergleich belief sich der Haushalt der Bundesrepublik Deutschland 2003 auf 250 Milliarden Euro. Die erkannten Unregelmäßigkeiten lagen 2002 bei 2,12 Milliarden Euro, wobei 614 Millionen Euro auf die EU-Strukturpolitik entfallen. Dabei wurden 1,18 Milliarden Euro von den Mitgliedstaaten selbst und knapp eine Milliarde Euro bei Ermittlungen von OLAF festgestellt. Zu den Unregelmäßigkeiten zählen etwa auch fehlende Unterlagen oder nicht zweckmäßig verwendete Projektmittel.
Dem Jahresbericht 2005 zufolge gingen bei OLAF im Zeitraum von Juli 2004 bis 31. Dezember 2005 insgesamt 531 Hinweise auf Betrugsfälle ein. Davon wurde mehr als die Hälfte (274) als sogenannte „non cases“ aussortiert und nicht weiterbearbeitet. In 124 Fällen wurden externe Ermittlungen eingeleitet, in 40 Fällen EU-interne Ermittlungen. 42-mal wurden fremde Untersuchungen verfolgt (Monitoring), 34-mal die Ermittlungen nationaler Behörden grenzübergreifend koordiniert. 17 Mal leistete OLAF Amtshilfe in Strafsachen. Wie die deutsche Nachrichtenagentur dpa im Juli 2006 berichtete, liefen Ende des Jahres 2005 Untersuchungen in 452 Fällen. Dabei gehe es um mögliche Schäden zu Lasten der EU-Steuerzahler in Höhe von rund zwei Milliarden Euro. Im Jahr 2005 habe OLAF 203 Millionen Euro in die EU-Kassen zurückgeholt, ein Jahr davor seien es 198 Millionen Euro gewesen.

### Zigarettenschmuggel
Die finanziell spektakulärsten OLAF-Untersuchungen sind die Verfahren gegen Tabakkonzerne wegen Schmuggels von Zigaretten in die EU. Aufgrund der OLAF-Erkenntnisse verklagte die EU 2001 zusammen mit zehn Mitgliedstaaten Tabak-Unternehmen vor US-Gerichten. In den ersten beiden Instanzen wurde die Klage zurückgewiesen, weil US-Gerichte keine fremden Steuern eintreiben. Die Kläger wandten sich daraufhin im Jahr 2004 an den Obersten Gerichtshof der Vereinigten Staaten. Der Tabakkonzern Philip Morris einigte sich 2004 gütlich mit der EU darauf – abhängig von verschiedenen Faktoren – maximal 1,25 Mrd. Dollar an die EU und zehn Mitgliedstaaten zu zahlen.
Im Zeitraum 2006 bis 2008 wurde zum Beispiel die Operation Bumerang, eine Fahndungs- und Ermittlungsoperation gegen einen europaweiten Schmuggel von Zigaretten, hinsichtlich der internationalen Koordination von OLAF unterstützt.

### Die Eurostat-Affäre
Der politisch brisanteste OLAF-Fall war die Eurostat-Affäre um schwarze Kassen beim in Luxemburg angesiedelten Statistischen Amt der Europäischen Union, die die Kommission Prodi im Jahr 2003 in Bedrängnis brachte.
Die Tageszeitung Die Welt beschrieb in einem zusammenfassenden Artikel (19. November 2003) den Kern der Affäre. Eurostat habe seit 1989 unter seinem Direktor Yves Franchet fiktive Aufträge vergeben oder manipulierte Rechnungen ausgestellt. Diese Gelder seien über Jahre in schwarze Kassen geflossen, aus denen die Mitarbeiter teure Freizeitaktivitäten finanzierten. Die Höhe des Schadens wurde den Angaben der Zeitung zufolge im Jahr 2003 von der Europäischen Kommission auf 930.000 Euro geschätzt. Andere Schätzungen gingen zu diesem Zeitpunkt von bis zu 40 Millionen Euro aus.
Nach Angaben der Frankfurter Allgemeinen Zeitung (vom 6. Juli 2003) übte die Europäische Kommission in der Eurostat-Affäre indirekt Kritik an den Ermittlungen von OLAF. Wie die Zeitung berichtete, ermittele das Amt bereits seit 1999 in dieser Sache, jedoch erst im Frühjahr 2003 habe OLAF die Justizbehörden in Frankreich und Luxemburg eingeschaltet, um die Ermittlungen weiterzuverfolgen. Die FAZ kam zu dem Schluss, dass „Olaf überfordert scheint, die Untersuchungen zügig abzuschließen“.
Die Wochenzeitschrift Stern (5. Juli 2003) behauptete, die betrügerischen EU-Statistiker hätten Helfer im EU-Betrugsbekämpfungsamt OLAF gehabt. Dort seien seit 1998 immer wieder Hinweise eingegangen. Trotz schwerer Betrugsvorwürfe gegen Eurostat seien einschlägige Informationen bei OLAF nicht einmal ordentlich abgeheftet worden. Eine belastende Zeugenaussage sei sogar ganz verschwunden. Das Blatt berief sich in diesem Bericht auf ein internes Papier von OLAF-Juristen.
In einer am 22. April 2004 angenommenen Entschließung erklärte das Europaparlament, der Fall Eurostat habe „schwerwiegende Probleme im Hinblick auf die Arbeitsmethoden sowohl der Kommission als auch von OLAF aufgezeigt“.
OLAF selbst erklärte in seinem Jahresbericht 2005, es befasse sich seit dem Jahr 2000 mit Eurostat. Vier Eurostat-Fälle habe es im September 2003 und je fünf weitere Fälle in den Jahren 2004 und 2005 abgeschlossen.

### Die Dalli-Gate-Affäre
Im Zuge der Schmiergeldaffäre um Ex-Gesundheitskommissar John Dalli berichtete Der Spiegel über fragwürdige Untersuchungsmethoden des Antibetrugsamts der EU. Die Vorwürfe gelten insbesondere dem früheren OLAF-Generaldirektor Giovanni Kessler, der außerhalb seiner Kompetenzen und der Rechtsgrundlage OLAF's gehandelt haben soll. Kessler hatte die Hauptzeugin selbst verhört und sie zu einem schnellen Unterschreiben des Vernehmungsprotokolls genötigt. Hinzu kommt, dass OLAF außerhalb seiner rechtlichen Grundlage eine Liste von hereinkommenden und herausgehenden Telefongesprächen von den maltesischen Behörden gefordert hatte. Im Zuge des Skandals hatte eine Parlamentsmehrheit dafür gestimmt, Klarheit in die Dalli-Affäre zu bringen und die Arbeit von OLAF transparenter zu gestalten. Der Spiegel geht sogar so weit, das Vorgehen OLAFs als Verletzung der Menschenrechte zu bezeichnen.

### Betrug mit China-Waren
2017 warfen EU-Ermittler Großbritannien vor, jahrelang Zollbetrug mit Waren aus China ignoriert und Verluste in Höhe von 2 Mrd. Euro verursacht zu haben. Hinzu kämen 3,2 Mrd. Euro, die EU-Ländern wie Deutschland bei der Mehrwertsteuer entgangen seien.

### Ermittlungen gegen Frontex
Gegen Frontex wird im Zusammenhang mit Pushbacks und den daraus folgenden Menschenrechtsverletzungen ermittelt. Nach einer am 28. Februar 2022 vorgestellten Zusammenfassung des OLAF-Berichts sollen Führungskräfte bei Frontex absichtlich Pushbacks durch griechische Grenzschützer vertuscht haben. Der Bericht wurde im Oktober 2022 von FragDenStaat veröffentlicht. Der Rücktritt von Frontex-Direktor Fabrice Leggeri am 29. April 2022 wird in diesem Zusammenhang gesehen.

## Beurteilung von OLAF
Das Europäische Parlament zog nach einer öffentlichen Anhörung im Juli 2005 eine positive Bilanz der ersten sechs Jahre OLAF und resümierte: „Wenn es das Europäische Amt für Betrugsbekämpfung (OLAF) nicht gäbe, müsste es erfunden werden.“ Der österreichische EU-Abgeordnete und ständige Berichterstatter für OLAF-Angelegenheiten, Herbert Bösch, stellte fest: „Wir senden an die Mitarbeiter von OLAF die klare Botschaft, dass wir ihre Arbeit anerkennen und schätzen.“ Das britische House of Lords stellte im November 2006 fest, es sei zufrieden mit dem Umfang der OLAF-Untersuchungen. Es regte an, OLAF solle einen Bericht erstellen, aus dem hervorgeht, wie die einzelnen Mitgliedstaaten die von OLAF übergebenen Untersuchungsergebnisse nutzen.
Der Europäische Rechnungshof zeigte in seinem Sonderbericht über OLAF im Juli 2005 jedoch auch eine Reihe von Kritikpunkten an der Arbeit von OLAF auf:
- Der Rechnungshof kritisierte die vom Management des Amtes ausgeübte Aufsicht als unzulänglich, dies führe zu erheblichen Verzögerungen bei der Bearbeitung der Akten, zur Vorlage von wenig schlüssigen Berichten und zu schwer erkennbaren Ergebnissen.
- Die Vorbereitung und Nachsorge der Untersuchungen seien häufig unzulänglich.
- Mit Ausnahme des Zollsektors sei die Zusammenarbeit mit den Mitgliedstaaten ein Bereich, der noch erheblich verbessert werden müsse.
- Mängel gebe es auch bei der Information über die von OLAF vorgenommenen Untersuchungen und der Messung der Ergebnisse. Als Punkte, in denen mangelhaft informiert wird, nannte der Rechnungshof die Wiedereinziehung unterschlagener Beträge oder die disziplinar- oder strafrechtlichen Sanktionen, die in Betrugsfällen verhängt wurden.
- Es gebe keine unabhängige Kontrolle bei der Rechtmäßigkeit von laufenden OLAF-Untersuchungen und bei der Einhaltung der Grundrechte der einer Untersuchung unterworfenen Personen. Es fehle eine festgeschriebene Regelung für Untersuchungen, dies führe regelmäßig zu Rechtsstreitigkeiten.

Der Rechnungshof sprach sich indirekt dafür aus, die Ressourcen des Amtes auf einschlägige Ermittlungen zu konzentrieren und die OLAF übertragenen Aufgaben in diesem Sinne zu überprüfen: „Eine Neuausrichtung der Tätigkeiten des Amtes auf seine Untersuchungsfunktion würde einen besseren Ressourceneinsatz, insbesondere mit Blick auf die Einleitung gezielter Untersuchungen, in als besonders betrugsträchtig geltenden Bereichen ermöglichen.“
Zum Verhältnis der Europäischen Kommission und der EU-Mitgliedstaaten zu OLAF schreibt Jeanne Rubner in ihrem Buch Brüsseler Spritzen: „Die Anti-Betrugsbehörde Olaf, die eigentlich Wachhund der Kommission sein soll, wird an der kurzen Leine gehalten.“ Und an anderer Stelle: „Mittelfristig jedoch liegen die Probleme weniger bei Olaf als bei den EU-Ländern. Sie sind es, die Olaf ausbremsen und den Ermittlern die Arbeit schwer machen.“

## OLAF und die Öffentlichkeit
Die Medien- und Öffentlichkeitsarbeit des Amtes kennzeichnete Florian Neuhann in seiner OLAF-Studie (siehe Literatur) als „eher ein Defizit“. Es sei OLAF „nicht in ausreichendem Maße gelungen, seine Politik überzeugend gegenüber einer interessierten Öffentlichkeit und dem Parlament darzulegen und die Gründe für seine aktuelle Prioritätensetzung zu erläutern“. Zudem würde die Medienöffentlichkeit vom Amt eher als Gegner denn als Partner in der Betrugsbekämpfung wahrgenommen. Der Sprecher von OLAF warb seinerseits für Verständnis: „Natürlich möchten die Journalisten zu einem bestimmten Thema so viele Informationen haben wie möglich. Das Amt hat jedoch die Verpflichtung, den Schutz der Grundrechte, der Rechtsnormen und der Integrität und Effizienz seiner Ermittlungen zu gewährleisten.“
Das Verhältnis zwischen OLAF und den Medien wurde im März 2004 schwer belastet, als die belgische Polizei die Wohnung und das Büro des Brüsseler Stern-Korrespondenten Hans-Martin Tillack durchsuchte und Unterlagen beschlagnahmte. Der Korrespondent hatte wiederholt in kritischen Berichten zu OLAF interne Papiere des Amtes zitiert. Der belgische Untersuchungsrichter hatte – auf Antrag von OLAF – ein Ermittlungsverfahren gegen unbekannt wegen einer möglichen Korruptionsstraftat eröffnet. Ein Verfahren gegen Tillack wurde bis heute nicht eröffnet. Klagen von Tillack wurden – unter anderem beim Europäischen Gericht erster Instanz –, die er im Anschluss an die belgische Durchsuchungsaktion einlegte, zunächst abgewiesen. Schließlich endete im November 2007 Tillacks Klage beim Europäischen Gerichtshof für Menschenrechte mit der Verurteilung Belgiens zur Zahlung von 10.000 Euro Schadensersatz wegen Verletzung der Pressefreiheit.
Die Durchsuchungsaktion löste eine Diskussion über Pressefreiheit in der EU aus; viele Journalisten betrachteten dieses Vorgehen als Einschränkung der freien Berichterstattung. Durch den Fall Tillack, so Neuhann in seiner OLAF-Studie, „ließ sich in der öffentlichen Meinung ein Stimmungswechsel feststellen; seitdem stehen zuvörderst einige Journalisten dem Amt ablehnend gegenüber“. Auch der Europäische Bürgerbeauftragte kritisierte OLAF wegen dieser Sache in einem Sonderbericht an das Europäische Parlament. Tillack selbst wurde für seine Berichte über Korruption und Missstände innerhalb der EU-Bürokratie mit dem Leipziger Medienpreis 2005 ausgezeichnet.